# Christian Camargo
Christian Camargo, född 7 juli 1971 i New York, är en amerikansk skådespelare med mexikanskt påbrå, främst känd för rollen som Brian Moser i TV-serien Dexter. Han är son till skådespelerskan Victoria Wyndham och dotterson till  Ralph Camargo. Han är också medverkande i de kommande The Twilight Saga: Breaking Dawn-filmerna som kommer ut på bio november 2011 och 2012. Där spelar han Eleazar som är i Denali-klanen. Han sitter även i styrelsen för Michael Nyqvist Foundation, som årligen delar ut pris till någon som arbetar i Michael Nyqvists anda.